# المستوي (الزلفي)
مركز المستوي هو مركزٌ إداري تابعٌ لمحافظة الزلفي في منطقة الرياض ، ويصنف من فئة (ب) ورمزه 1312.